# 康特拉 (馬里蘭州)
康特拉（英語：Konterra）是位於美國馬里蘭州佐治王子縣的一個普查規定居民點。

## 人口
根據2020年美國人口普查的數據，康特拉的面積為15.87平方千米，當中陸地面積為15.71平方千米，而水域面積為0.16平方千米。當地共有人口3158人，而人口密度為每平方千米198.99人。